# Lygodactylus keniensis
Espèce
Synonymes
- Lygodactylus picturatus keniensis Parker, 1936

Statut de conservation UICN

 LC  : Préoccupation mineure
Lygodactylus keniensis est une espèce de geckos de la famille des Gekkonidae.

## Répartition
Cette espèce se rencontre en Somalie, en Éthiopie, au Kenya et en Ouganda.

## Étymologie
Son nom d'espèce, composé de keni[a] et du suffixe latin -ensis, « qui vit dans, qui habite », lui a été donné en référence au lieu de sa découverte, le Kenya.

## Publication originale
- Parker, 1936 : Reptiles and Amphibians collected by the Lake Rudolf Rift Valley Expedition, 1934. Annals and Magazine of Natural History, ser. 10, vol. 18, p. 594-609.